# Константин Магазиновић
Константин Магазиновић (Рума, април 1819 — Београд, 28. новембар 1891), српски правник, политичар и дипломата. Био је министар грађевина, секретар у министарству иностраних дела и краљевско-српски агент у Букурешту.

## Биографија
Управник града Београда био је 1852-1855, дипломатски представник Кнежевине Србије у Букурешту од 1862. и у Истанбулу од 1874. У Влади Јована Мариновића 1873-1874. био је  Министар грађевина. Био је члан Друштва српске словесности од 1848. године, а потом и члан Српског ученог друштва.
Мајка, Марија рођена Лукачевић, је била ћерка трговца из Подгорице Василија Лукачевића, који се доселио у Шабац, и Владиславе Ненезић. Њена сестра Анђелија била је удата за Милоша Богићевића, а брат пуковник Јован Лукачевић ожењен Машинком Ненадовић. Марија је у првом браку имала сина Стевана кога је усвојио њен други муж и Константинов отац Мирослав Магазиновић.
Супруга му је била Јулијана Јуца рођ. Стефановић, ћерка Стефана Стефановића Тенке. Њихова деца су коњички потпоручник Михаило Магазиновић, Стана Л. Павловић и Софија Пејовић († 1924).